# العلاقات الأندورية الطاجيكستانية
العلاقات الأندورية الطاجيكستانية هي العلاقات الثنائية التي تجمع بين أندورا وطاجيكستان.

## مقارنة بين البلدين
هذه مقارنة عامة ومرجعية للدولتين:
| وجه المقارنة                                              | أندورا                                                     | طاجيكستان                          |
| --------------------------------------------------------- | ---------------------------------------------------------- | ---------------------------------- |
| المساحة (كم2)                                             | 468                                                        | 143.10 ألف                         |
| عدد السكان (نسمة)                                         | 76.18 ألف                                                  | 8.92 مليون                         |
| الكثافة السكانية (ن./كم²)                                 | 16.28 ألف                                                  | 62.33                              |
| العاصمة                                                   | أندورا لا فيلا                                             | دوشنبه                             |
| اللغة الرسمية                                             | اللغة الكتالونية                                           | اللغة الطاجيكية                    |
| العملة                                                    | يورو                                                       | ساماني طاجيكي، الروبل الطاجيكستاني |
| الناتج المحلي الإجمالي (بليون دولار)                      | 3.01 مليار                                                 | 7.15 مليار                         |
| الناتج المحلي الإجمالي (تعادل القوة الشرائية) بليون دولار |                                                            | 24.03 مليار                        |
| الناتج المحلي الإجمالي الاسمي للفرد دولار أمريكي          |                                                            | 925                                |
| الناتج المحلي الإجمالي للفرد دولار أمريكي                 |                                                            | 2.69 ألف                           |
| مؤشر التنمية البشرية                                      | 0.858                                                      | 0.624                              |
| رمز المكالمات الدولي                                      | +376                                                       | +992                               |
| رمز الإنترنت                                              | .ad                                                        | .tj                                |
| المنطقة الزمنية                                           | ت ع م+01:00، توقيت وسط أوروبا، ت ع م+02:00، أوروبا/أندورا ‏ | ت ع م+05:00                        |

## منظمات دولية مشتركة
يشترك البلدان في عضوية مجموعة من المنظمات الدولية، منها:
| علم المنظمة | اسم المنظمة                    | تاريخ انضمام أندورا | تاريخ انضمام طاجيكستان |
| ----------- | ------------------------------ | ------------------- | ---------------------- |
|             | منظمة الشرطة الجنائية الدولية  | ?                   | ?                      |
|             | منظمة الأمن والتعاون في أوروبا | 25 أبريل 1996       | 30 يناير 1992          |
|             | يونسكو                         | 20 أكتوبر 1993      | 6 أبريل 1993           |
|             | منظمة حظر الأسلحة الكيميائية   | ?                   | ?                      |
|             | الأمم المتحدة                  | 28 يوليو 1993       | 2 مارس 1992            |
|             | الاتحاد الدولي للاتصالات       | 12 نوفمبر 1993      | 28 أبريل 1994          |

## وصلات خارجية
- موقع وزارة الخارجية الأندورية